# Burusaszki nyelv

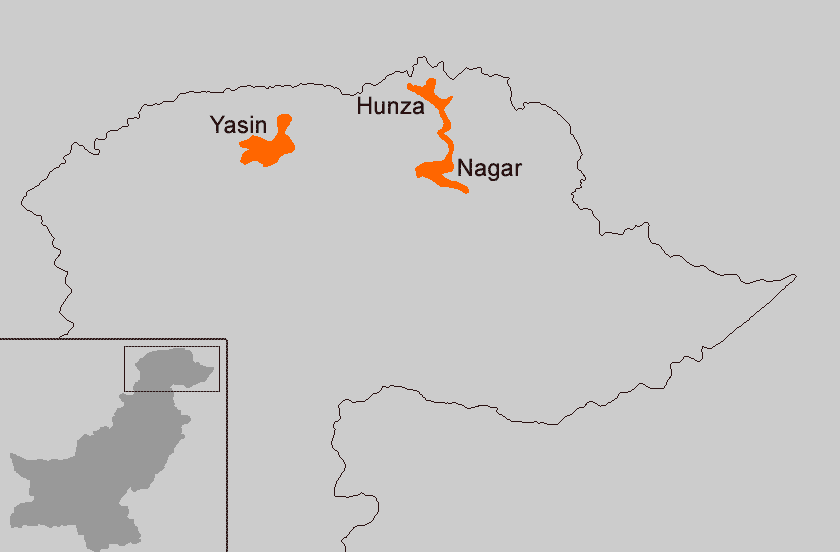
A burusaszki nyelv nyelvjárásai: hunza, nagar és jaszin.

A burusaszki nyelv Pakisztán északi részén, a Karakorumban a burusók által beszélt szigetnyelv. Három fő nyelvjárását a Hunza-, Jaszin- és a Nagar-völgyben beszélt nyelvjárások. Legismertebb közülük a hunza.

## Rokon nyelvei
Egyes nézetek szerint a dené-kaukázusi nyelvcsaládba tartozik többek között a baszk nyelvvel és a sino-tibeti nyelvcsaláddal együtt azon az alapon, hogy ergatív nyelv és húszas számrendszert használ, de a nyelvészek többsége ezt kevésnek tartja a nyelvrokonság kimondásához.